# Kołodiazne (obwód rówieński)
Kołodiazne (ukr. Колодязне) – wieś na Ukrainie, w obwodzie rówieńskim, w rejonie rówieńskim, w hromadzie Bereźne. W 2001 liczyła 1430 mieszkańców.
Do 1946 roku miejscowość nosiła nazwę Wólka Chołopska (ukr. Вулька Холопківська, Wulka Chołopkiwśka).
W okresie międzywojennym wieś znajdowała się w granicach II RP, wchodząc w skład gminy Ludwipol w powiecie kostopolskim, w województwie wołyńskim.